# فرانز سايتس الابن
فرانز سايتس الابن (بالألمانية: Franz Seitz junior) هو منتج أفلام وكاتب سيناريو ومخرج وممثل ألماني، ولد في 22 أكتوبر 1921 في ألمانيا، وتوفي بنفس المكان في 19 يناير 2006. من الجوائز التي نالها وسام الاستحقاق البافاري.

## أعمال

### أفلام
- (1979) طبل الصفيح

## جوائز
- وسام الاستحقاق البافاري

## وصلات خارجية
- فرانز سايتس الابن على موقع IMDb (الإنجليزية)
- فرانز سايتس الابن على موقع مونزينجر (الألمانية)
- فرانز سايتس الابن على موقع ألو سيني (الفرنسية)
- فرانز سايتس الابن على موقع أول موفي (الإنجليزية)
- فرانز سايتس الابن على موقع قاعدة بيانات الأفلام السويدية (السويدية)
- فرانز سايتس الابن على موقع قاعدة بيانات الفيلم (الإنجليزية)
- فرانز سايتس الابن على موقع كينوبويسك (الروسية)